# Ramforynchy
Ramforynchy (Rhamphorhynchidae) – rodzina pterozaurów z podrzędu Rhamphorhynchoidea.
Żyły w okresie jury na terenach Europy, Afryki, Azji i Ameryki Środkowej. Ich skamieniałości znajdowano we Włoszech, Anglii, Portugalii, Indiach, Chinach, Kazachstanie, Tanzanii i Kubie.

## Taksonomia
Rodzina Ramforynchy (Rhamphorhynchidae)
- Preondactylus
- Podrodzina Rhamphorhynchinae
  - Angustinaripterus
  - Dorygnathus
  - Nesodactylus
  - Rhamphorhynchus
- Podrodzina Scaphognathinae
  - Cacibupteryx
  - Harpactognathus
  - Pterorhynchus
  - Scaphognathus
  - Sordes